# Enicospilus szepligetii
Enicospilus szepligetii là một loài tò vò trong họ Ichneumonidae.